# Élections professionnelles de 2014 dans la fonction publique française
Les élections professionnelles de 2014 dans la fonction publique française se tiennent le 4 décembre 2014. Pour la première fois l'ensemble des 5,4 millions de fonctionnaires vote le même jour. Les règles de représentativité syndicale qui s'appliquent sont celles issues de la loi du 5 juillet 2010.

## Situation avant l'élection
| Ensemble de la fonction publique | Ensemble de la fonction publique | Fonction publique de l'État | Fonction publique de l'État | Fonction publique territoriale | Fonction publique territoriale | Fonction publique hospitalière | Fonction publique hospitalière |
| Syndicats                        | %                                | Syndicats                   | %                           | Syndicats                      | %                              | Syndicats                      | %                              |
| -------------------------------- | -------------------------------- | --------------------------- | --------------------------- | ------------------------------ | ------------------------------ | ------------------------------ | ------------------------------ |
| CGT                              | 25,40                            | FO                          | 16,60                       | CGT                            | 33,00                          | CGT                            | 33,60                          |
| CFDT                             | 19,10                            | FSU                         | 15,80                       | CFDT                           | 21,90                          | CFDT                           | 24,40                          |
| FO                               | 18,10                            | CGT                         | 15,80                       | FO                             | 17,40                          | FO                             | 22,80                          |
| UNSA                             | 9,30                             | CFDT                        | 14,60                       | FA-FPT                         | 6,80                           | Solidaires                     | 8,90                           |
| FSU                              | 8,20                             | UNSA                        | 14,00                       | UNSA                           | 6,30                           | UNSA                           | 4,30                           |
| Solidaires                       | 6,60                             | Solidaires                  | 8,60                        | CFTC                           | 4,70                           | CFTC                           | 2,90                           |
| CFTC                             | 4,00                             | CFE-CGC                     | 5,20                        | FSU                            | 3,10                           | CFE-CGC                        | 0,40                           |
| CFE-CGC                          | 2,90                             | CFTC                        | 3,90                        | Solidaires                     | 2,90                           | FGAF                           | 0,40                           |
| FA-FPT                           | 2,50                             | FGAF                        | 1,50                        | CFE-CGC                        | 1,30                           | FA-FPT                         | -                              |
| FGAF                             | 0,70                             | FA-FPT                      | -                           | FGAF                           | -                              | FSU                            | -                              |
| Autres                           | 3,20                             | Autres                      | 4,00                        | Autres                         | 2,60                           | Autres                         | 2,30                           |

## Résultats

### Globaux
| Ensemble de la fonction publique | Ensemble de la fonction publique | Fonction publique de l'État | Fonction publique de l'État | Fonction publique territoriale | Fonction publique territoriale | Fonction publique hospitalière | Fonction publique hospitalière |
| Syndicats                        | %                                | Syndicats                   | %                           | Syndicats                      | %                              | Syndicats                      | %                              |
| -------------------------------- | -------------------------------- | --------------------------- | --------------------------- | ------------------------------ | ------------------------------ | ------------------------------ | ------------------------------ |
| CGT                              | 23,10                            | FO                          | 17,00                       | CGT                            | 29,50                          | CGT                            | 32,10                          |
| CFDT                             | 19,20                            | FSU                         | 15,60                       | CFDT                           | 22,30                          | CFDT                           | 24,80                          |
| FO                               | 18,60                            | UNSA                        | 14,80                       | FO                             | 17,70                          | FO                             | 23,80                          |
| UNSA                             | 10,30                            | CFDT                        | 14,00                       | UNSA                           | 8,20                           | Solidaires                     | 8,50                           |
| FSU                              | 8,00                             | CGT                         | 13,40                       | FA-FPT                         | 6,70                           | UNSA                           | 4,60                           |
| Solidaires                       | 6,80                             | Solidaires                  | 9,00                        | CFTC                           | 3,50                           | CFTC                           | 2,90                           |
| CFTC                             | 3,30                             | CFE-CGC                     | 5,40                        | Solidaires                     | 3,50                           | CFE-CGC                        | 0,50                           |
| CFE-CGC                          | 2,90                             | CFTC                        | 3,30                        | FSU                            | 3,30                           | FGAF                           | 0,40                           |
| FA-FPT                           | 2,60                             | FGAF                        | 2,60                        | FGAF                           | 1,90                           | FA-FPT                         | 0,30                           |
| FGAF                             | 1,90                             | FA-FPT                      | 0,10                        | CFE-CGC                        | 1,30                           | FSU                            | -                              |
| Autres                           | 3,30                             | Autres                      | 4,90                        | Autres                         | 2,10                           | Autres                         | 2,10                           |

Le taux de participation est de 52,8 % pour l'ensemble des trois fonctions publiques, 52,3 % pour la fonction publique de l'État, 54,9 % pour la fonction publique territoriale et 50,1% pour la fonction publique hospitalière. 
Par rapport aux précédentes élections, qui avaient eu lieu entre 2008 et 2011, la CGT et la CFTC baissent tandis que la FGAF, FO et l'UNSA progressent. Les autres syndicats obtiennent des résultats relativement similaires.

### Par ministère

#### Éducation nationale
| Syndicats      | #       | %     | Sièges |
| FSU            | 137 425 | 35,50 | 6      |
| UNSA Éducation | 84 751  | 21,89 | 4      |
| FNEC FP-FO     | 52 579  | 13,58 | 2      |
| SGEN-CFDT      | 34 342  | 8,90  | 1      |
| UNSEN-CGT      | 21 300  | 5,50  | 1      |
| CSEN-FGAF      | 21 152  | 5,46  | 1      |
| SUD Éducation  | 20 302  | 5,24  | 0      |
| Autres         | 15 298  | 3,93  | 0      |

La participation est de 41,73%, en hausse par rapport aux précédentes élections en 2011. La FSU et SUD Éducation, qui dénonce des irrégularités, perdent un siège chacun, tandis que FO et la CSEN en gagnent un chacun.

#### Intérieur
| Syndicats                                            | %     | Sièges |
| Alliance PN-Synergie-SICP-SNAPATSI-SAPACMI (CFE-CGC) | 33,75 | 6      |
| FSMI-FO                                              | 31,99 | 6      |
| FASMI-UNSA                                           | 12,92 | 2      |
| SCSI-CFDT                                            | 10,14 | 1      |
| UGFF-CGT                                             | 3,39  | 0      |
| FPIP                                                 | 3,35  | 0      |
| CFTC                                                 | 1,06  | 0      |
| Sud Intérieur                                        | 0,96  | 0      |
| France Police                                        | 0,95  | 0      |
| FSU Intérieur                                        | 0,84  | 0      |
| SAPNSC                                               | 0,35  | 0      |
| CAP Police nationale-FGAF                            | 0,30  | 0      |

La participation est de 68,15%.

#### Justice
| Syndicats          | %     | Sièges |
| UNSA-Justice       | 30,84 | 6      |
| FO                 | 20,14 | 3      |
| CGT                | 17,23 | 3      |
| CFDT               | 8,54  | 1      |
| C.JUSTICE          | 8,36  | 1      |
| FSU                | 6,51  | 1      |
| SPS-FGAF           | 3,86  | 0      |
| CFTC-SLJ           | 1,98  | 0      |
| CFE-CGC            | 1,32  | 0      |
| Solidaires Justice | 1,23  | 0      |

La participation est de 67,20%.

## Scrutin suivant
Élections professionnelles de 2018 dans la fonction publique française